# Duplicaria similis
Duplicaria similis is een slakkensoort uit de familie van de Terebridae. De wetenschappelijke naam van de soort is voor het eerst geldig gepubliceerd in 1873 door E. A. Smith.